# AC Port of Spain
Port of Spain (anteriormente conocido como North East Star) es un equipo profesional de fútbol que actualmente juega en la Liga de Fútbol Profesional de Trinidad y Tobago. En la actualidad, juega en el Complejo Regional de Sangre Grande, en Sangre Grande (Trinidad).

## Historia
El equipo se unió a la Liga de Fútbol Profesional a partir de la temporada 2002, habiéndose desempeñado anteriormente en la liga ECFU. Se sumó a la liga TT Pro League con la intención explícita de representar el noreste de Trinidad y Tobago, previamente subrepresentado en los círculos del fútbol local. 
En su primera temporada tuvo un desempeño terrible, pues acabó en la última posición con un triste récord de 4 victorias, 2 empates, y 22 derrotas. Mejoró notablemente en 2003, al subir del último al tercer lugar, con un registro de 19 victorias, 7 empates y 10 derrotas. Mejoró aún más en 2004, sorprendiendo a todos al ganar la Liga con un desempeño dominante de 14 victorias, 5 empates y 2 derrotas. Terminó quinto en 2005. 
Jerren Nixon terminó la temporada de 2004 como el mayor goleador de la liga con un asombroso registro de 31 goles, es decir, 17 goles más que el jugador que quedó en segundo lugar, Randolph Jerome, con 14.

## Estadio
Actualmente el equipo de North East Stars juega en el Complejo Regional de Sangre Grande, un complejo deportivo multiusos situado en la ciudad de Sangre Grande, en Trinidad y Tobago. En la actualidad, se utiliza principalmente para los partidos de fútbol. Como estadio del equipo del North East Stars, tiene una capacidad para 7 000 espectadores. 

## Logros
- TT Pro League: 3

2004, 2017, 2023-24
- Copa Trinidad y Tobago: 2

2003 y 2015